# Statutul de refugiat în România
Statutul de refugiat în România este reglementat de Legea nr. 122/2006 privind azilul în România. Conform acestei legi, statutul de refugiat se acordă, la cerere, unui cetățean străin care, datorită unei temeri justificate de persecuție pe motive de rasă, religie, naționalitate, opinie politică sau apartenență la un anumit grup social, se află în afara țării sale de origine și nu poate sau, din cauza acestei temeri, nu dorește să se întoarcă în acea țară.

## Articole din lege
„(1) Statutul de refugiat se recunoaște, la cerere, cetățeanului străin care, în urma unei temeri bine întemeiate de a fi persecutat pe motive de rasă, religie, naționalitate, opinii politice sau apartenență la un anumit grup social, se află în afara țării de origine și care nu poate sau, datorită acestei temeri, nu dorește protecția acestei țări, precum și persoanei fără cetățenie care, fiind în afara țării în care își avea reședința obișnuită datorită acelorași motive menționate mai sus, nu poate sau, datorită respectivei temeri, nu dorește să se reîntoarcă.

(2) Prevederile alin. (1) nu se aplică în cazul străinilor care beneficiază de protecție sau de asistență din partea unui organism ori a unei instituții a Națiunilor Unite, alta decât Înaltul Comisariat al Națiunilor Unite pentru Refugiați (UNHCR). Atunci când această protecție sau asistență a încetat pentru un motiv oarecare, fără ca situația acestor persoane să fi fost reglementată în mod definitiv, în conformitate cu rezoluțiile relevante adoptate de Adunarea Generală a Națiunilor Unite, aceste persoane vor beneficia de prevederile prezentei legi.”

## Procedura de azil
Persoanele care solicită azil în România trebuie să depună o cerere în acest sens la autoritățile competente: structurile Inspectoratului General pentru Imigrări, structurile Poliției de Frontieră Române, unitățile de poliție în cadrul cărora sunt constituite și funcționează centre de reținere și arestare preventivă, structurile Administrației Naționale a Penitenciarelor din cadrul Ministerului Justiției. În România există 6 centre regionale competente să primească, să înregistreze și să proceseze cererile de azil: București, Timișoara,  Galați, Rădăuți, Maramureș, Giurgiu. Cererea de azil poate fi depusă de oricare cetățean străin, care se află pe teritoriul României sau într-un punct pentru trecerea frontierei. În cazul străinilor minori, cererile de azil pot fi depuse de reprezentantul legal.Formularul cu cererea de azil se va  completa cu datele personale și va fi  înregistrat. Formularul poate fi completat în limba nativă a solicitantului, nu este necesară folosirea limbii române sau engleze. Solicitantul de azil este obligat să depună toate documentele pe care le are la dispoziție și care au relevanță pentru situația sa personală, inclusiv pașaportul, urmând să primească documentul temporar de identitate pentru solicitanții de azil, emis de Inspectoratul General pentru Imigrări. Totodată, va fi amprentat și fotografiat. Amprentele vor fi transmise în Sistemul EURODAC și stocate pe suport de hârtie în cartoteca Inspectoratul General pentru Imigrări și în format electronic în baza de date națională AFIS (Sistemul Automatizat de Comparare a Amprentelor). În urma acestor proceduri, solicitanții de azil vor primi din partea IGI programarea unui interviu preliminar și apoi a unui interviu secundar pentru a determina forma de protecție necesară. Răspunsul la solicitarea de azil în România va fi emis în termen de 30 de zile de la data preluării cazului de către funcționarul competent. Acesta poate fi prelungit cu mai multe perioade care cumulate nu pot depăși nouă luni.  Nu pot depune cerere de azil în România persoanele care se află în afara teritoriului României.

## Criterii de acordare a statutului de refugiat
Statutul de refugiat se  acordă la cererea străinului care, în urma unei temeri de persecuție  se află în afara țării de origine și care nu poate primi sau, ca urmare a acestei temeri, nu dorește protecția acestei țări. Temerea de persecuție trebuie să fie bine întemeiată și să aibă la bază motive precum rasă, religie, naționalitate, apartenență la un anumit grup social sau opinie politică. 
Statutul de refugiat nu se acordă dacă persoana beneficiază de protecția unui alt stat sau dacă a comis o crimă de război sau o crimă împotriva umanității ori o altă infracțiune definită conform tratatelor internaționale la care România este parte .

## Drepturi și obligații ale solicitanților de azil
Solicitanții de azil beneficiază de anumite drepturi, precum accesul la asistență medicală și educație, dar au și obligații, cum ar fi colaborarea cu autoritățile.
Drepturi
Străinii care solicită azil au dreptul la consiliere și informare juridică. Pe perioada procedurii de azi au dreptul de a fi asistați de un avocat, de a fi contactați și asistatați de un ONG sau UNHCR , de a primi traducere gratuită și de a primi informații în limba pe care o înțeleg, dreptul de a avea acces, personal sau prin reprezentant, la informațiile conținute în dosarul personal, cu excepția situațiilor prevăzute de lege. Solicitanții de azil  au dreptul la cazare și rezidență.  Până la finalizarea procedurii de azil, solicitanții au dreptul de a rămâne pe teritoriul României și sunt protejați împotriva expulzării, extrădării, returnării forțate de la frontieră sau de pe teritoriul statului român. Au dreptul de a primi cazare în Centrele Regionale, au dreptul de a li se elibera un document temporar de identitate, a cărui valabilitate poate fi prelungit periodic de Inspectoratul General pentru Imigrări. În situația în care nu au suficiente resurse financiare Inspectoratul General pentru Imigrări, în limita fondurilor disponibile, poate acorda o suma de bani în scopul închirierii unor spații de locuit sau  poate oferi servicii de specialitate pentru recepție și cazare în locații individuale sau colective. Străinii care solicită azil primesc asistență medicală primară și tratament, servicii medicale de urgență în spitale și tratament medical gratuit pentru bolile acute sau cronice care le pun viața în pericol imediat. Dacă au nevoi medicale specifice, au dreptul de a primi îngrijire medicală adecvată afecțiunii respective. Solicitanții de azil beneficieză de asistență socială,  asigurări sociale, ajutor social și asigurări sociale de sănătate. Copiii, însemnând toți cei sub vârsta de 18 ani, au acces la educație,  au dreptul de a merge la grădiniță și la școală în condiții identice cu cele ale copiilor români. Au acces la toate formele de învățământ, pot să-și recunoască studiile, să-și practice religia. Pentru a-i ajuta să se integreze în școală, copiii pot participa și la cursuri de limba română.  
Solicitanții de azil au dreptul la muncă și pot să lucreze în aceleași condiții ca cetățenii români după ce dobândesc statutul de refugiat sau la 3 luni de la momentul cererii de azil, dacă nu a fost luată o decizie. Refugiatul poate să fie angajat de persoane fizice sau juridice, să exercite activități nesalarizate, să exercite profesii libere, să efectueze acte și fapte de comerț, precum și alte acte juridice, cu respectarea reglementărilor legale în vigoare. Au dreptul de a circula liber și de a-și alege un loc de reședință.

#### Obligații
Solicitanții de azil trebuie să prezinte autorităților competente informații complete și reale cu privire la datele de identitate și cererea de azil; să depună toate documentele pe care le are la dispoziție și care au relevanță cu privire la situația  personală; să informeze Inspectoratul General pentru Imigrări cu privire la schimbarea reședinței, în termen de cel mult 5 zile de la ivirea situației; să nu părăsească localitatea de reședință fără autorizarea Inspectoratului General pentru Imigrări; să se prezinte la examenele medicale stabilite; să se supună vaccinarii, după caz, în scopul protejării sănătății publice; să respecte legile statului român, precum și măsurile dispuse de organele române competente în materie de azil. De asemenea, au obligația de părăsi teritoriul României în termen de 15 zile de la finalizarea procedurii de azil, în cazul în care nu au obținut forma de protecție solicitată, cu excepția situației în care cererea  de azil a fost respinsă ca evident nefondată în urma soluționării acesteia în procedură accelerată, caz în care trebuie să parasiți teritoriul statului român de îndată ce procedura de azil a fost finalizată. Obligația nu subzistă dacă dumneavoastră aveți un drept de ședere reglementat potrivit legislației privind regimul juridic al străinilor în România.

## Protecția subsidiară
Legea prevede și protecția subsidiară, care se acordă persoanelor care nu îndeplinesc criteriile pentru statutul de refugiat, dar care riscă să sufere un prejudiciu grav în cazul returnării în țara de origine. În România, persoanele care au primit protecție subsidiară se bucură, în fapt, de aceleași drepturi cu refugiații. Acestora li se eliberează un card pentru o perioadă de doi ani, în ciuda faptului că protecția internațională se acordă pe termen nelimitat. Aceste cărți de ședere, împreună cu decizia Oficiului Român pentru Refugiați, servesc drept documentație oficială a acestor persoane.

## Organizații active în sprijinul refugiaților
Înaltul Comisariat al Națiunilor Unite pentru Refugiați implementează în România prin organizațiile sale partenere (Consiliul Național Român pentru Refugiați, ARCA-Forumul Român pentru Refugiați și Migranți, Salvați Copiii România) un program anual de asistență a solicitanților de azil și refugiaților care are în vedere în special monitorizarea respectării standardelor internaționale de asistență umanitară, promovarea asumării responsabilităților de către autoritățile române, finanțarea programelor de asistență directă a solicitanților de azil și refugiaților.